# Capnomancia

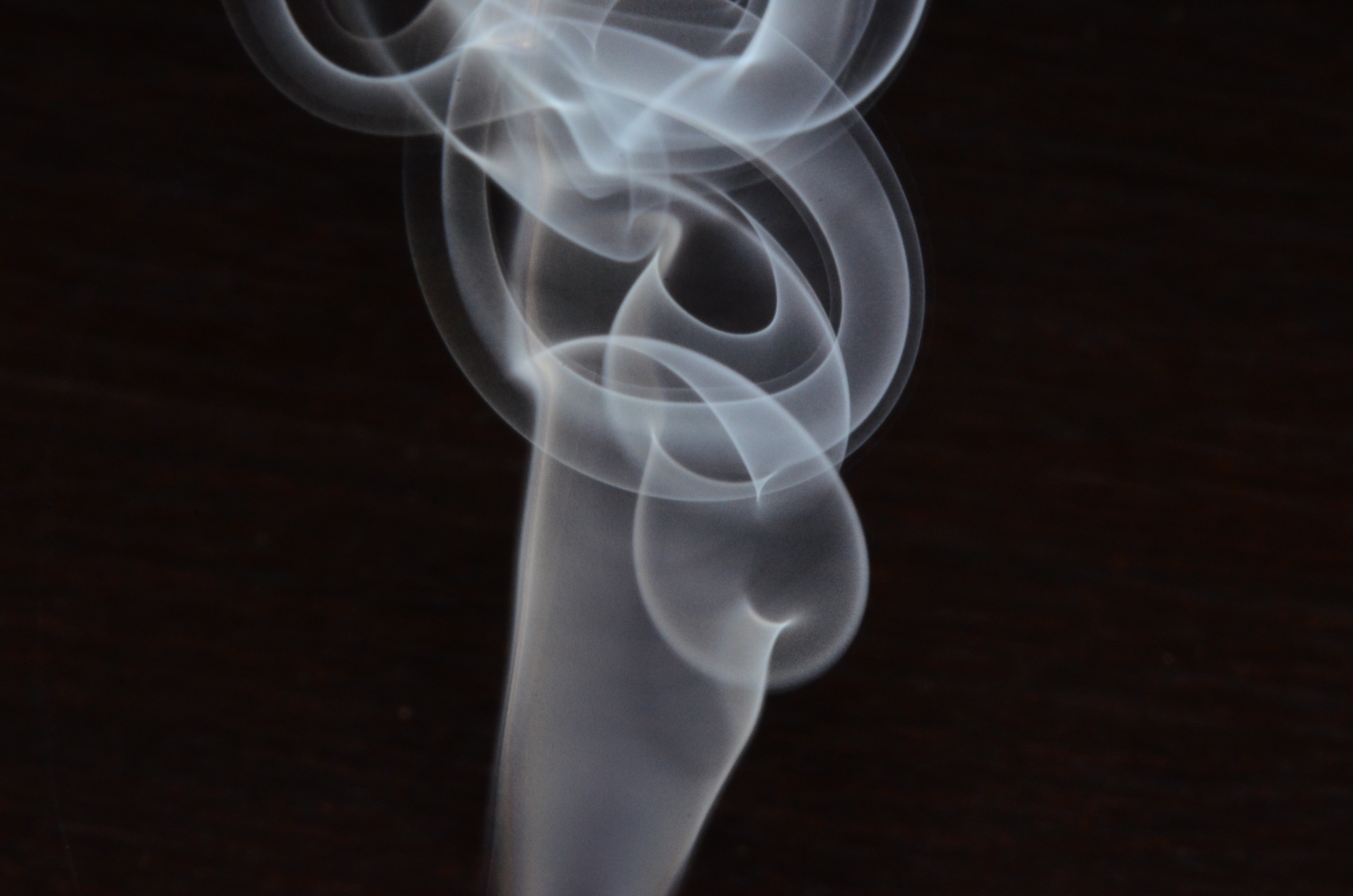
Imagen de la a estructura del humo de las velas, capturada momentos después de apagarse.

Se llama capnomancia a la adivinación por medio del humo, que es lo que significa esta voz griega, de cuya observación deducían presagios los antiguos. 
Se conocían dos tipos de capnomancia:
- la primera se hacía echando sobre carbones encendidos granos de jazmín o de adormidera y observando el humo que producían.
- la otra que era la principal y la más usada, consistía en examinar el humo de los sacrificios. Era un buen agüero cuando el que se levantaba del altar era ligero, claro y ascendía en línea recta sin esparcirse por alrededor. Se hacía también la capnomancia respirando el humo de la víctima o el que salía del fuego que la consumía.